# Diego de Mazariegos

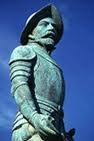
Denkmal für Diego de Mazariegos in San Cristóbal de las Casas

Diego de Mazariegos oder Diego de Mazariegos y Porres (* 1501 (?) in Zamora (?), Spanien; † 1536 (?)) war ein spanischer Conquistador in Mittelamerika. Er gilt als Gründer der Städte Chiapa de Corzo und San Cristóbal de las Casas im heutigen mexikanischen Bundesstaat Chiapas.

## Leben
Über das Leben von Diego de Mazariegos ist nur sehr wenig bekannt. Der Nachname Mazariegos tritt in Spanien häufiger auf und so werden in unterschiedlichen Quellen verschiedene Lebensdaten, Eltern und Geschwister genannt. Während der Eroberungszüge von Hernán Cortés in Zentralmexiko (1519–1521) und von Pedro de Alvarado in Guatemala (1523/4) fällt sein Name nicht, so dass anzunehmen ist, dass er erst danach nach Mittelamerika kam. Im Jahr 1528 wird er mit der Unterwerfung der immer noch über Zentralchiapas herrschenden Chiapa-Indianer beauftragt – eine Aufgabe, die ihm mit Hilfe indianischer Verbündeter gelang; im selben Jahr gründete er die Städte Villa Real de Chiapa de los Indios (heute: ‚Chiapa de Corzo‘) und Villa Real de Chiapa de los Españoles (heute: ‚San Cristóbal de las Casas‘). Er scheint sich in der Folge selbst zum Gouverneur von Chiapas ernannt zu haben, wurde jedoch im Jahr 1531 durch Juan Enríquez de Guzmán ersetzt. Als sein Todesjahr wird das Jahr 1536 genannt.

## Sonstiges
Manchmal wird er als Gouverneur von Kuba in den Jahren 1556–1565 genannt, doch könnte es sich hierbei auch um eine weitere Person gleichen Namens handeln.
In San Cristóbal de las Casas steht ein Bronze-Denkmal für den Stadtgründer, das im Jahr 1994 von einer aufgebrachten Menge von seinem Sockel gestürzt, später jedoch neuerrichtet wurde.